# Jáhen

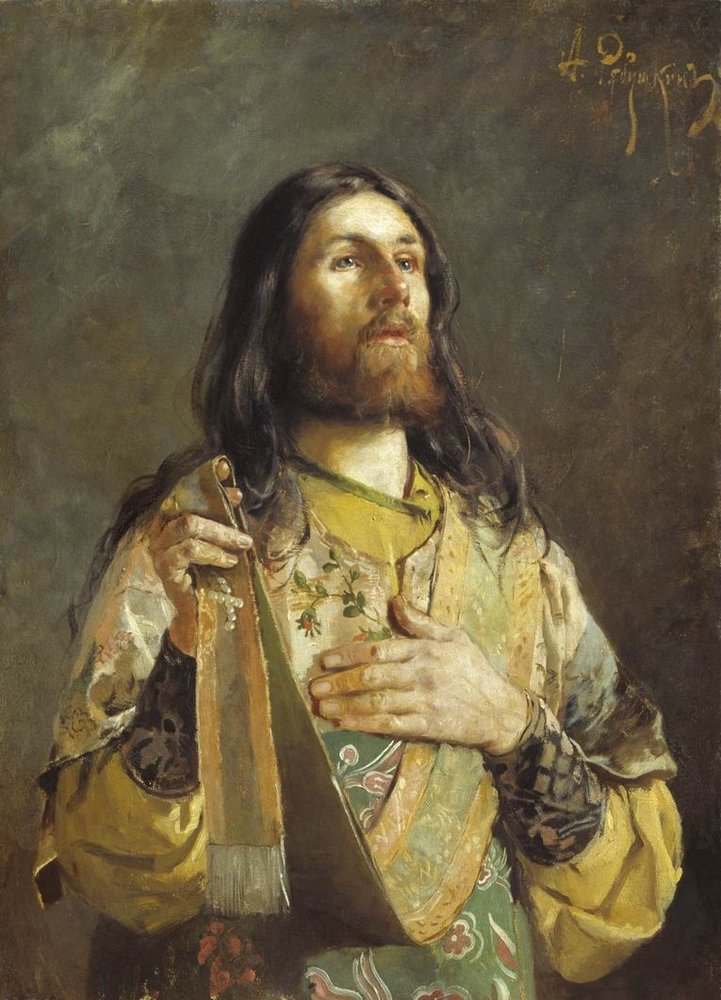
Pravoslavný diákon, který se modlí ektenii.

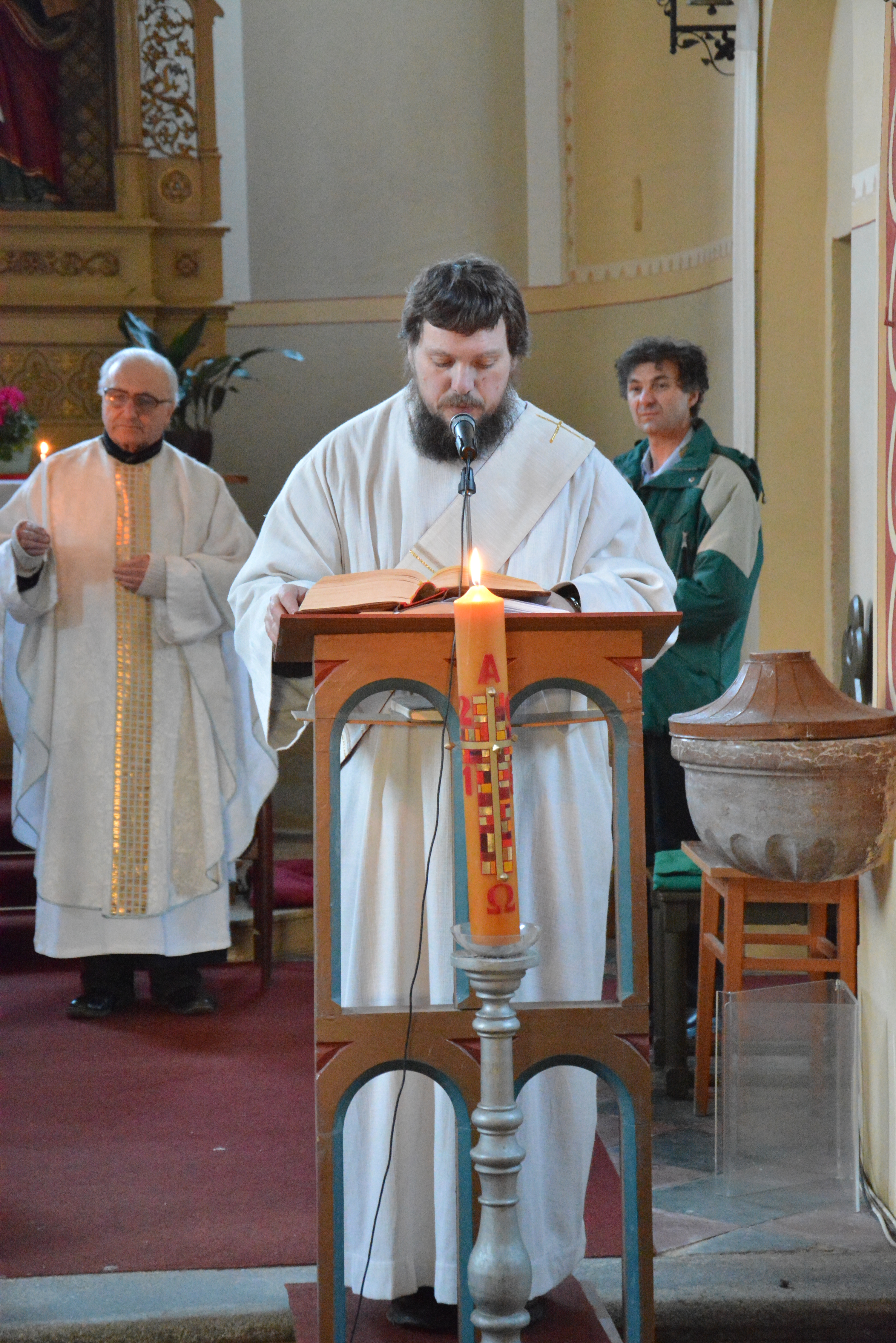
Katolický jáhen čte evangelium

Jáhen či diakon (z řeckého διάκονος diakonos, služebník, případně také číšník) je v křesťanských církvích označení pro pověřeného člověka, který vykonává službu charitativního a administrativního charakteru, aktivně se podílí na bohoslužbách, předčítá posvátné texty, vyučuje náboženství a podobně. Pro svůj úřad musí být vysvěcen. V katolické, pravoslavné, anglikánské, starokatolické a husitské církvi je jáhenství prvním stupněm svátosti svěcení (jáhen » kněz » biskup), v mnohých jiných tuto funkci zastávají laikové.

## Etymologie
Český výraz jáhen překvapivě pochází z původního řeckého diakonos. Zásadní odlišnost obou slov je způsobena tím, že do češtiny výraz nepronikl přímo z řečtiny či latiny, nýbrž prostřednictvím němčiny, která si řecké slovo diakonos či latinské diaconus upravila na jáguno či jáchono. Z téhož původem řeckého slova pochází i české slovo žák, to však nebylo přijato přes němčinu, ale přes italštinu či jiný románský jazyk, kde se počáteční di přeměnilo místo v dž či ž. V pravoslaví se v češtině užívá termín diákon (případně potom hyppodiákon či protodiákon). 

## Dějiny diakonátu

### Jáhnové v Novém zákoně
Podle 6. kapitoly Skutků apoštolů potřebovali apoštolové pomocníky při službě u stolu. Proto ustanovili prvních 7 služebníků, které považujeme za jáhny. Asi nejznámější z nich je Štěpán („muž plný víry a Ducha svatého“ první mučedník pro víru), Filip, Prochor, Nikanor, Timon, Parmén a Mikuláš (proselyta z Antiochie). Již zde je vidět šíře činnosti jáhnů: byli ustanoveni ke službě u stolu a vzápětí je popisováno kázání a hlásání víry sv. Štěpána.

### Prvotní církev
V rané církvi bylo během prvních staletích jáhenství stavem trvalým. V západní církvi asi od 5. do 20. století zůstalo jáhenství jako předstupeň kněžského svěcení, na křesťanském východě byl stav nezměněn, avšak diákoni se mohli stát protodiákony či mohli být vysvěceni na kněze. 
Jáhenství jako samostatný stupeň bylo v katolické církvi obnoveno po Druhém vatikánském koncilu. V roce 2013 bylo již 43 000 trvalých jáhnů v Římskokatolické církvi.

## Jáhen v katolické církvi

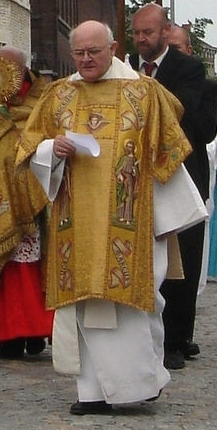
Římskokatolický jáhen oblečený v dalmatice

Úkolem jáhna v katolické církvi je především „hlásat Boží slovo“. Jeho úkolem je předčítat z evangelia při liturgii, dále může kázat, křtít, oddávat, pohřbívat, vyučovat a připravovat na svátosti. Může mít na starosti též charitativní službu (návštěvy nemocných) či administrativu (správa farnosti).
Liturgickým oděvem jáhna při bohoslužbě je dalmatika, roucho s rukávy – podobné ornátu – používané stejně jako ornát v liturgické barvě. Jáhen na rozdíl od kněze nosí na albě či rochetě štolu šikmo přes levé rameno a sepjatou na boku (jako šerpu).

Jáhni mohou být označováni jako dočasní – ti jsou na jáhny svěceni, ale jsou současně kandidáty kněžství, neboť jáhenskou službu má po nějakou dobu zastávat každý, kdo se má stát knězem. Ti, kteří neaspirují na kněžské svěcení, jsou označováni jako trvalí jáhnové. Trvalý jáhen může být ženatý, musí mít v pořádku rodinné záležitosti, musí dosáhnout věku minimálně 35 let, absolvovat teologické studium a formaci.

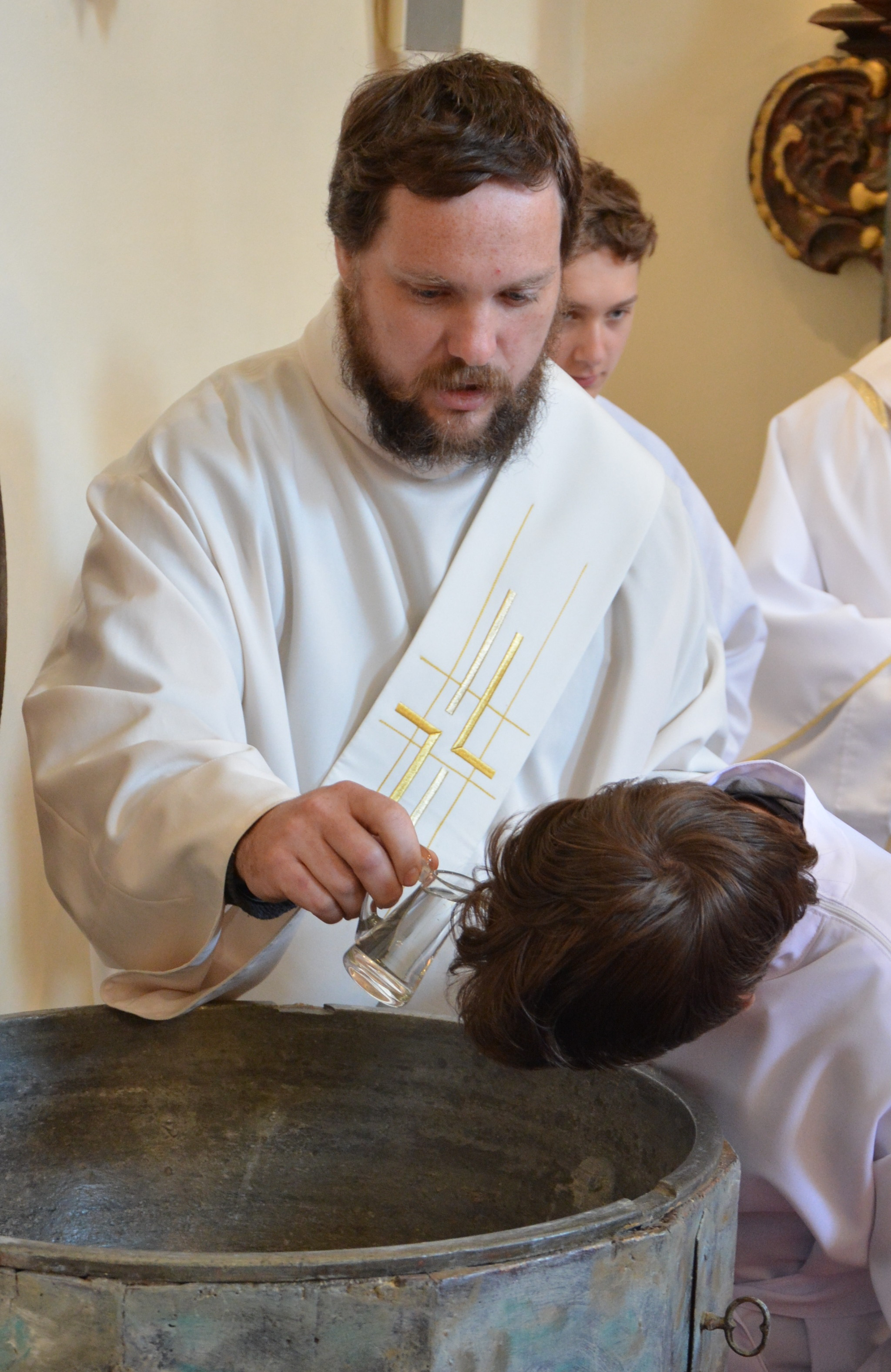
Jáhen křtí

Kardinál-jáhen je čestné označení pro kardinála majícího titul jedné ze 14 římských chudinských kurií. Dnes toto označení nemá s jáhenským stupněm svěcení přímou souvislost, většina kardinálů-jáhnů je biskupy.

### Diakonát u žen

#### Jáhenky v počátcích křesťanství
Bible zná také jáhenky – diakonky. Jejich praxe byla v prvotní církvi obvyklá. K církevní službě byly ustanovovány od biskupa zvláštním obřadem. Opodstatnění jejich úřadu lze hledat v tom, že jedním z úkolů jáhna bylo asistovat u křtů. Křty v prvotní církvi přijímali v drtivé většině dospělí a při křtu bývali nazí ponořováni do vodní nádrže. A když se křtily ženy, probíhalo to stejně, a aby nevzniklo pohoršení, asistovaly u těchto křtů ženy-jáhenky. V pozdější době převládla praxe křtít již nemluvňata, a proto již jáhenek nebylo třeba.
Jáhenky však nepřisluhovaly jen při křtu a katechezi žen, ale vykonávaly i skutky křesťanské lásky k bližnímu, tj. posluhovaly nemocným, chudým a poutníkům. V církvi bylo odedávna zvykem oddělovat v chrámu muže od žen a vykazovat každému pohlaví příslušné místo po stranách chrámové lodi. Každé pohlaví mělo též svou bránu do kostela; u brány pro muže dbal o pořádek ostiář, o bránu pro ženy se starala jáhenka.
V západní církvi přestal obyčej zřizovat jáhenky ve 3. století, a to zčásti i pro různé nepřístojnosti, které zavinili zvláště bludaři. Ve Francii a Španělsku byly jáhenky odstraněny ve 4.–6. století a ve východní církvi se zachoval úřad jáhenek až do 12. století. Pozůstatky tohoto úřadu přetrvávají u maronitů, kde abatyše dostávají žehnání jáhenek.

#### Jáhenky v novodobé historii

##### Otevření otázky a zkoumání možnosti vysvěcení žen za jáhenky
12. května 2016 se katolický papež František sešel s vedoucími představenými 900 ženských katolických náboženských kongregací. Na setkání mimo jiného odpovídal na otázku ohledně ženských jáhenek. 

Později po setkání, 2. srpna 2016, papež František zřídil dvanáctičlennou studijní komisi, která bude mít za úkol prozkoumat úkol jáhenek v prvotní církvi. 

## Diákon, neboli jáhen v pravoslaví

Pravoslavní protodiákoni (New Jersey)

Pravoslavní používají pro jáhny spíše označení diakon. Kromě čtení evangelia a pomoci při podávání svatého přijímání vede diakon litanie a má svou roli v dialogu anafory, Nemůže však v souladu s východní tradicí vysluhovat svaté tajiny (svátosti). Dále pomáhá při křtu a je to on, kdo se s neofytou noří do vody (pokud je křest praktikován ponořením). Liturgickými oděvy diakona jsou sticharion (dalmatika), orarion (jáhenská štóla) a epimanikia (rukávce), poslední jmenované se nosí pod sticharion, ne jako u kněží či biskupů nad něj. Pokud jde o venkovní oděv, oblékají jáhni podobně jako pravoslavní kněží kleriku. Manželka pravoslavného diákona je nazývána diakonissa.
Nižší stupeň je hyppodiakon, vyšší pak protodiakon.
Arcibiskup Nektarios Eginský v monastýru na Egině postřihl několik mnišek na diakonissy, učinil tedy něco, co bylo v Pravoslaví dlouho mimo jakoukoli praxi. Tuto nově obnovenou tradici poté přijali i někteří biskupové.

## Jáhen ve starokatolické církvi
Jáhenská služba je součástí duchovní péče i ve starokatolických církvích, Starokatolická církev v ČR světí též jáhenky. Podobně jako v římskokatolické církvi jáhni asistují kněžím, mohou být pověřováni různými pastoračními úkoly, vést liturgii bohoslužby slova, udělovat svátost křtu či posledního pomazání ad.
Při liturgii užívají standardní jáhenský oděv, tedy jáhenskou štolu přes albu, příp. též dalmatiku.

## Jáhen v evangelických církvích
V evangelických církvích jsou jako jáhni označovány buďto osoby, které jako hlavní povolání poskytují charitativní službu, nebo osoby, které jsou ordinací povolány ke kázání Božího slova a vysluhování svátostí, avšak nemají takový rozsah pravomocí jako pastor či farář.

## Jáhen v Církvi československé husitské
Jáhenství je v Církvi československé husitské prvním stupněm svátosti svěcení. Jáhen (diákon) je považován za pomocného duchovního, mohou mu však náležet specifické liturgické úkony, které jsou obdobné jako v katolické (resp. pravoslavné) církvi. U husitů se můžeme setkat s tím, že jáhen obléká buď pouze černý talár s kalichem, který se někdy doplňuje o štólu, umístěnou šikmo přes levé rameno a sepjatou na boku, či obléká albu (s červeným kalichem) a stejně umístěnou štólou, případně lze štólu umístit z levého ramene směřujíc dolů, stejně jako u pravoslavných.